# 長蛇 (動物)
長蛇屬（學名：Elapotinus）是蛇亞目穴蝰科下的一個單型屬，屬下只有長蛇（E. picteti）一種有毒蛇種，主要分布在非洲，目前未有任何亞種被確認。

## 備註
1. ↑  . ITIS. 2007  [5 September, 2007].

## 外部連結
- （英文）TIGR爬蟲類資料庫：長蛇屬 （页面存档备份，存于）